# Bairatisal
Bairatisal è una suddivisione dell'India, classificata come census town, di 5.400 abitanti, situata nel distretto di Darjeeling, nello stato federato del Bengala Occidentale. In base al numero di abitanti la città rientra nella classe V (da 5.000 a 9.999 persone).

## Geografia fisica
La città è situata a 26° 42' 12 N e 88° 20' 50 E.

## Società

### Evoluzione demografica
Al censimento del 2001 la popolazione di Bairatisal assommava a 5.400 persone, delle quali 2.891 maschi e 2.509 femmine. I bambini di età inferiore o uguale ai sei anni assommavano a 443, dei quali 231 maschi e 212 femmine. Infine, coloro che erano in grado di saper almeno leggere e scrivere erano 4.431, dei quali 2.513 maschi e 1.918 femmine.